# دونا شو
دونا شو (بالإنجليزية: Donna Shaw)‏ هي صحفية أمريكية، ولدت في القرن العشرين.